# Колпіно (Бабаєвський район)
Колпіно — присілок в Бабаєвському районі Вологодської області. Входить до складу міського поселення Бабаєво. Розташоване на правому березі річки Колп. Відстань по автодорозі до районного центру Бабаєво — 12 км, найближчі населені пункти — Високово, Бабаєво.